# Daniel Westmattelmann
Daniel Westmattelmann (Ahlen, 31 oktober 1987) is een Duits wielrenner die anno 2018 rijdt voor Team Lotto-Kern Haus.

## Carrière
In 2014 werd Westmattelmann vierde op het nationale kampioenschap tijdrijden, waar winnaar Tony Martin ruim twee minuten sneller was. Later dat jaar werd hij elfde in de Chrono Champenois, die gewonnen werd door Rasmus Quaade. Een jaar later werd hij vijfde in die Franse tijdrit en achtste in de Chrono des Nations.
In 2016 behaalde Westmattelmann zijn eerste UCI-zege toen hij de snelste was in de Chrono Champenois. Later die maand werd hij, samen met Raphael Freienstein, elfde in de Duo Normand.

## Overwinningen
2016
Chrono Champenois

## Ploegen
- 2007 –  AKUD Rose
- 2008 –  Team Mapei Heizomat
- 2009 –  Seven Stones
- 2010 –  Team Kuota-Indeland
- 2011 –  Team Eddy Merckx-Indeland
- 2012 –  Team Eddy Merckx-Indeland
- 2013 –  Team Quantec-Indeland
- 2014 –  Team Kuota
- 2015 –  Team Kuota-Lotto
- 2016 –  Team Kuota-Lotto
- 2017 –  Team Lotto-Kern Haus
- 2018 –  Team Lotto-Kern Haus

Albinus · Bercz · Calles · Glowatzki · Hümbert · Lachmann · Nordhoff · Roth · Schmitt · Wagner · Westmattelmann · Kern (stagiair)
Benoit · Braun · Dombrowski · Drumm · Fließgarten · Hatz · Huppertz · Knaup · Löer · Meisen · Monreal · Rapps · Retschke · Walscheid · Weinzheimer · Westmattelmann
Dörrie · Einhaus · Henn · Hugger · Huppertz · Kessler · Knaup · Lübbers · Nowak · Retschke · Rutsch · Schormair · Weinzheimer · Westmattelmann
- Gemeinsame Normdatei: 1153856360
- ORCID: 0000-0002-0278-5396
- Virtual International Authority File: 7002152080607907230000
- WorldCat: E39PBJdcyMmtpKX8CP4v3xgFrq